# Vojka nad Dunajom
Vojka nad Dunajom (in ungherese Vajka) è un comune della Slovacchia facente parte del distretto di Dunajská Streda, nella regione di Trnava.